# 자기낙태죄 조항의 위헌 사건
자기낙태죄 조항의 위헌 사건은 형법 제270조 제1항 위헌소원에 대한 대한민국의 헌법재판소 판례이다.

## 사실 관계
청구인은 조산사로서 임부로부터 임신 6주된 태아를 낙태시켜 달라는 부탁을 받고, 진공기를 임부의 자궁 안에 넣어 태아를 모체 밖으로 빼내 낙태하게 하였다는 공소사실로 기소되어 재판을 받던 중, 처벌의 근거가 되는 형법 제270조 제1항에 대하여 위헌법률심판제청신청을 하였으나, 기각되자 이 헌법소원심판을 청구하였다.

## 결론
합헌: [재판관 이석태, 재판관 이은애, 재판관 김기영의 단순위헌의견]

## 이유
임부의 낙태를 처벌하는 것이 위헌이라고 판단되는 경우에는 동일한 목표를 실현하기 위해 임부의 동의를 받아 낙태시술을 한 조산사를 형사처벌하는 이 사건 법률조항도 당연히 위헌이 되는 관계에 있다.
헌법 제10조는 개인의 인격권과 행복추구권을 보장하고 있는데 개인의 인격권, 행복추구권에는 개인의 자기운명결정권이 전제되는 것이고, 이 자기운명결정권에는 임신과 출산에 관한 결정, 즉 임신과 출산의 과정에 내제하는 특별한 희생을 강요당하지 않을 자유가 포함되어 있다. 해당 법률은 임부의 자기결정권, 즉 낙태의 자유를 제한한다.
하지만 다음 이유로 과잉금지원칙을 위반하지 않는다.
태아의 생명을 보호하기 위한 것으로 입법목적의 정당성 및 수단의 적절성이 인정된다. 피해의 최소성의 경우, 모든 인간은 헌법상 생명권의 주체가 되고, 인간으로서 형성되어 가는 단계의 생명인 태아에게도 생명에 대한 권리가 인정되어야 한다. 헌법이 태아의 생명을 보호하는 것은 그것이 인간으로 될 예정인 생명체라는 이유 때문이지, 그것이 독립하여 생존할 능력이 있다거나 사고능력, 자아인식 등 정신적 능력이 있는 생명체라는 이유 때문이 아니다. 그러므로 태아가 독자적 생존능력을 갖추었는지 여부를 그에 대한 낙태 허용의 판단 기준으로 삼을 수는 없다. 만일 낙태를 처벌하지 않거나 형벌보다 가벼운 제재를 가하게 된다면 현재보다도 훨씬 더 낙태가 만연하게 될 것이다. 성교육과 피임법의 보편적 사용, 임부에 대한 지원 등은 원하지 않는 임신을 미연에 방지하는 수단이 될 수 있을지는 모르나 불법적인 낙태를 방지할 효과적인 수단이 되기에는 부족하다. 사회적, 경제적 사유로 인한 낙태로까지 그 허용의 사유를 넓힌다면, 자칫 자기낙태죄 조항은 거의 사문화되고 낙태가 공공연하게 이루어져 인간생명에 대한 경시풍조가 확산될 우려마저 없지 않다. 법익의 균형성의 경우, 임부의 자기결정권이 제한되는 것은 사실이나, 그 제한의 정도가 자기낙태죄 조항을 통하여 달성하려는 태아의 생명권 보호라는 공익에 비하여 결코 중하다고 볼 수 없다.

## 참고 문헌
- 정회철, 『2013년 최근 5년간 헌법중요판례200』, 여산, 2013. ISBN 9788992529723
- 2010헌바402

## 같이 보기
- 낙태죄